# The Mars Volta
|  | Maskinoversættelse og/eller tvivlsomt indhold Denne sides indhold bærer præg af at være en maskinoversættelse og/eller meget dårligt og uklart formuleret. Det vurderes at sproget er så dårligt og eventuelt forkert eller til at misforstå, at det bør omskrives eller oversættes på ny. Du kan hjælpe med at oversætte til korrekt dansk i denne og lignende artikler. Hvis dette ikke sker inden for kort tid, kan en sletning komme på tale. Se evt. denne sides diskussionsside eller i artikelhistorikken. |

The Mars Volta er et amerikansk progressive rock-band grundlagt af Cedric Bixler-Zavala og Omar Rodriquez-Lopez. Deres musik bliver beskrevet som progressive rock med inspiration fra punk og jazz. De er kendt for deres vilde og energiske liveshows og deres konceptuelle albums. 
Dannet i 2001 i asken af Cedric Bixler-Zavala og Omar Rodriguez-Lopez Tidligere bands, At the Drive-In og De Facto, udgav bandet deres første udgivelse, Ep'en Tremulant, i 2002, som blev fuldt op med den første LP, De-Loused in the Comatorium det efterfølgende år.
Bandet har siden dets begyndelse udgivet seks fuldlængder, to Ep'er, og et enkelt live-album.

## Historie

### Begyndelsen
Før Mars Volta, spillede Cedric Bixler-Zavala og Omar Rodriquez-Lopez i Post-hardcore bandet At the Drive-In, men i 2001 splittede bandet. Cedric tog det fulde ansvar for bruddet, han har flere gange udtalt at At the Drive-In nærmest holdt ham tilbage, og at han ikke ville have at hans musik skulle kunne beskrives som punk, emo eller hardcore – men at det skulle brede sig over flere genrer og blive endnu mere 'progressivt' og 'alternativt'. Cedric Bixler og Omar Rodriquez ville gerne have at At the Drive-In's næste album skulle lyde som Pink Floyds Piper at the Gates of Dawn, mens resten af bandet, stadig ville fortsætte den mere traditionelle rock/punk stil, som de havde haft i de foregående albums. Bandet splittede og Cedric og Omar stiftede bandet DeFacto. DeFacto inkluderede Cedric på Trommer, Omar på bas og Lydteknikeren Jeremy Michael Ward til at lave forskellige loops, vokalen og distortion. Selvom DeFacto startede som et rockband, begyndte de hurtigt at spille noget mere Dub-reggae inspireret af musikere som Lee Perry and Dr. Alimantado.
Bandet spillede shows omkring deres hjemby El Paso, Texas, og udgav deres første album How do you dub? You fight for Dub. You plug Dub in. Gruppen flyttede til Long Beach, Californien Og Pianisten Isaiah "Ikey" Owens blev tilføjet bandets line-up. Sammen med ham Indspillede de deres andet album 'Megaton shotblast'. Senere blev Eva Gardner og Jon Theodore tilføjet det der senere skulle blive The Mars Volta og sammen indspillede de LP'en 'Tremulant'

### Deloused in the Comatorium
Efter EP'en Tremulant blev udgivet, fortsatte The Mars Volta med at turnere, mens de forberedte for De-Loused in the Comatorium, produceret sammen med Rick Rubin. Hvor 'Tremulant' ikke havde noget generelt tema (bortset fra den profetiske melding om det opfølgende album), var 'Deloused in the Comatorium' et foreneligt værk af spekulativ fiktion, der fortalte historien om Omar og Cedrics gamle ven Julio Venegas (eller "Cerpin Taxt" som han bliver omtalt som i albummets tekster) der var i koma i adskillige år før han vågnede og begik selvmord. Venegas død er også blevet omtalt i At the Drive-In sangen 'Embroglio' fra deres album 'Acrobatic Tenement'.
Mens de indspillede Deloused havde de ikke nogen bassist. Flea (Michael Balzary) (Bassisten fra Red hot chili peppers) spiller bas på ni af de ti sange på albummet.
Under deres tour med Red hot chili peppers, blev The Mars Voltas Lydmanipulatør og gode ven, Jeremy Ward, fundet død af en heroin overdosis. Bandet aflyste resten af touren og den første single fra deloused blev senere dedikeret Jeremy Ward.

### Frances the Mute
På The Mars Voltas anden fuldlængde er Omar Rodriguez-Lopez igen hovedsangskriver, og er ansvarlig for al musik og arrangement på det stærkt tematiske og tekniske konceptalbum Frances the Mute. Albummets fortælling er bygget op omkring en dagbog fundet af den nu afdøde Jeremy Ward. Frances the Mute markerer det første brug af spansk og engelsk i sangskrivningen, og samtidig det første med bassisten Juan Alderte de la Peña og percussionisten Marcel Rodriguez-Lopez.
Albummet indfrier forventningerne til bandet og gør samtidig bandet til fanbærer inden for det pulserende neo-prog-miljø.[kilde mangler]

## Medlemmer
Ifølge sidenoterne til Amputechture, The Bedlam in Goliath og Octahedron, har medlemmerne følgende rolle: "The partnership between Omar Rodriguez-Lopez & Cedric Bixler-Zavala is The Mars Volta. These compositions are then performed by The Mars Volta Group."

### Nuværende
- Omar Rodriguez-Lopez – Guitar, Produktion (2001-nu)
- Cedric Bixler-Zavala – Vokaler (2001-nu)
- Isaiah "Ikey" Owens – Keyboard (2001-nu)
- Juan Alderete – Elektrisk Bas (2003-nu)
- Marcel Rodriguez-Lopez Percussion, Synthesizer (2003-nu)
- Dave Elitch Trommer (2009-nu)

Den forhenværende Red Hot Chili Peppers guitarist, John Frusciante, har været fast inventar på alle bandets fuldlængde udgivelser, hvor han for det meste har spillet rytmeguitar, men har også bidraget med enkelte soloer.

### Forhenværende
Lydmanipulatørere
- Jeremy Michael Ward (2001-2003)
- Paul Hijonos (2003-2004 live, officielt fra 2005-2008)

Trommeslagere
- Jon Theodore (August 2001-Juli 2006)
- Blake Fleming (August 2001, Juli-September 2006)
- Deantoni Parks (September-Oktober 2006)
- Thomas Pridgen (Oktober 2006-Oktober 2009)

Bassister
- Eva Gardner (2001-2002)
- Ralph Jasso (2002)
- Jason Lader (2003)
- Flea (Michael Balzary) (2003, spillede elektrisk bas på De-Loused in the Comatorium)

Keyboard
- Linda Good (2002)

Blæseinstrumenter
- Adrian Terrazas-Gonzalez (2005-2008)

## Discography
- De-Loused in the Comatorium (2003)
- Frances the Mute (2005)
- Amputechture (2006)
- The Bedlam in Goliath (2008)
- Octahedron (2009)
- Noctourniquet (2012)
- The Mars Volta (2022)
- Que Dios Te Maldiga Mi Corazón (2023)
- Lucro Sucio; Los Ojos del Vacío (2025)

## Trivia
Cedric Bixler bekendtgjorde i et interview om hvorfor de havde valgt navnet Mars Volta, at Volta er taget fra en Federico Fellini bog om hans film, som karakteriserer med en ændring af en scene. En ny scene for ham er kaldet Volta. Hvor imod at Mars er en reference til den romerske krigs-gud. Og derfor er Mars Volta det modsatte af en krigs gud, altså en fredsgud.